# Perth Saltires
Perth Saltires – szkocki klub futsalowy z siedzibą w Perth, obecnie występuje w szkockiej Premier League. Perth Saltires czterokrotnie zdobywało mistrzostwo swojego kraju - w sezonach 2009/2010, 2010/2011, 2012/2013 i 2013/2014.